# Camps de la Baga Fosca
Els Camps de la Baga Fosca és un paratge de camps de conreu del terme municipal de Castellterçol, a la comarca del Moianès.
És a l'extrem nord-oriental del terme de Castellterçol, al sud-oest de la Rompuda de la Vall i al nord del Sot del Xera. A la dreta del Xaragall dels Pollancres, queda al sud-est de Cal Murri i al nord-oest de la Casanova de la Vall.